# Стрельба на летних Олимпийских играх 1992 — скорострельный пистолет, 25 метров (мужчины)
В рамках соревнований по стрельбе на летних Олимпийских играх 1992 года 29 и 30 июля состоялся турнир по стрельбе из скорострельного пистолета с дистанции 25 м. В турнире приняли участие 30 спортсмена из 23 стран мира: каждая страна могла заявить не более двух стрелков на данный турнир. Турнир прошёл на стрельбище в барселонском муниципалитете Мольет-дель-Вальес. В рамках Олимпиады 1992 года впервые для соревнований по стрельбе из скорострельного пистолета использовались круглые мишени, также это был первый и единственный турнир из трёх этапов: квалификации, полуфинала (8 человек) и финала (4 человека).
В очной борьбе между представителем Латвии Афанасием Кузьминым (в 1988 году завоевал золотую медаль за сборную СССР) и представителем Германии Ральфом Шуманом (в 1988 году выступал за ГДР и стал серебряным призёром) Шуман оказался сильнее и завоевал первую в истории объединённой Германии золотую медаль в стрельбе на Олимпиаде (после 1936 года). Кузьмин же принёс Латвии первую олимпийскую награду после выхода республики из состава СССР и признания её суверенитета. Бронзовую медаль завоевал представитель Объединённой команды (бывшие республики СССР) Владимир Вохмянин, который сравнялся с Кузьминым по очкам по сумме всех соревнований, но оказался ниже из-за худшего результата в финале.

## Предыстория

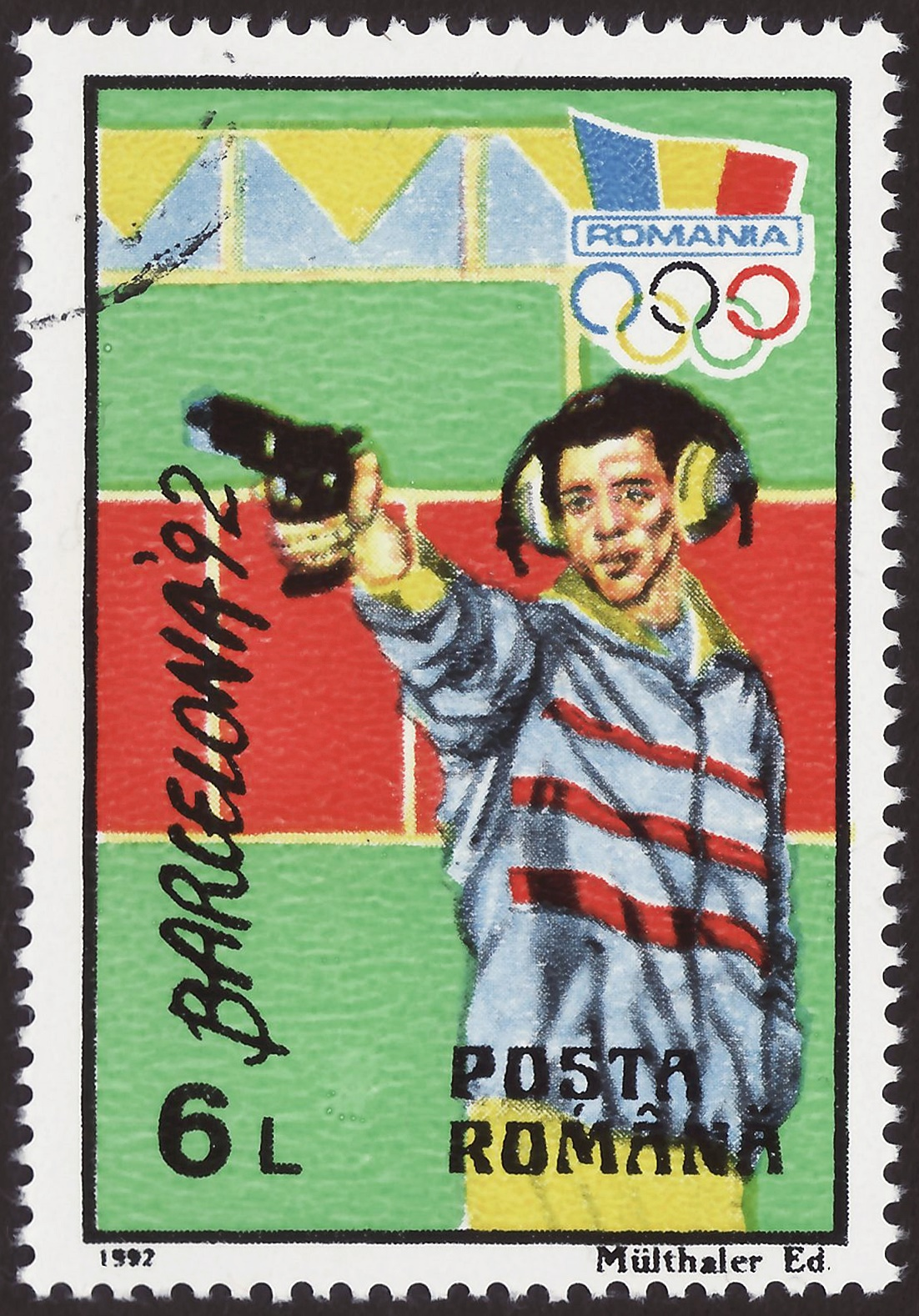
Почтовая марка Румынии 1992 года

Медали в стрельбе из пистолета с 25 м разыгрывались в 19-й раз с учётом предшествующих дисциплин в стрельбе из пистолетов разного калибра: медали не разыгрывались только в 1904, 1928 и 1908 годах, также с 1968 по 1980 годы проводился розыгрыш медалей среди женщин в рамках единого события. В первых пяти розыгрышах на Играх правила соревнований значительно отличались друг от друга: в 1932 году началось формирование современных правил, которые значительно отличались от правил 1924 года, но применялись и на Олимпиаде 1936 года. Очередное изменение регламента состоялось на первой послевоенной Олимпиаде 1948 года, а в 1984 году на играх были представлены отдельные соревнования по стрельбе среди женщин, в том числе и по стрельбе из пистолета с 25 м (по регламенту они были схожи с соревнованиями по стрельбе из пистолета центрального боя с дистанции 25 м, не входящими в олимпийскую программу).

## Участники
В турнире приняли участие 30 спортсменов из 23-х стран мира, по действовавшим правилам каждая страна могла заявить не более двух стрелков на данный турнир. Среди участников были олимпийский чемпион 1988 года Афанасий Кузьмин, который выиграл золотую медаль в Сеуле в составе сборной СССР, но представлял через 4 года уже Латвию; серебряный призёр 1988 года Ральф Шуман, который завоевал свою медаль в Сеуле за команду ГДР, но выступал в Барселоне уже за сборную объединённой Германии; занявший 5-е место в финале 1988 года поляк Адам Качмарек; занявший 6-е место в финале 1988 года колумбиец Бернардо Товар и занявший 7-е место в финале 1988 года американец Джон Макнелли.
Фаворит турнира — Ральф Шуман — на тот момент являлся действующим чемпионом мира в своей категории (выиграл золото в 1990 году). С ним соревновались представитель Объединённой команды Мирослав Игнатюк (серебряный призёр 1990 года) и финн Петри Этеляниеми (бронзовый призёр 1990 года). Почти все спортсмены бывшего СССР выступали за Объединённую команду. Кроме того, на играх дебютировала Албания (Кристо Робо). США были представлены в стрельбе из пистолета в 16-й раз.

## Регламент
Первый и единственный раз соревнования по стрельбе из скорострельного пистолета с 25 м прошли в три раунда: квалификационный этап, полуфинал и финал. Правила квалификационного этапа с 1988 года были схожи с правилами олимпийских турниров по стрельбе, начиная с 1948 года и заканчивая 1984 годом.
- Каждый стрелок в квалификационном этапе должен был сделать по 60 выстрелов, которые делились на два раунда по 30 выстрелов каждый. Каждый раунд делился на две стадии по 15 выстрелов, в каждой стадии было три серии выстрелов (по 5 выстрелов каждая). В первой серии у стрелка было 8 секунд на прицеливание и стрельбу, во второй серии — 6 секунд, в третьей — 4 секунды. В полуфинал выходили восемь лучших стрелков. Максимальный результат в квалификации составлял 600 очков: таким образом, каждое попадание могло стоить максимум 10 очков[6].
- В полуфинале восемь стрелков должны были сделать 20 выстрелов: четыре серии по пять выстрелов, на каждую серию по 4 секунды. Баллы полуфинала прибавлялись к квалификационным баллам: четыре лучших спортсмена, набравшие наибольшее количество баллов по сумме квалификации и полуфинала, выходили в финал[6].
- В финале каждый из четырёх стрелков должен был за 4 секунды поразить 10 мишеней. Баллы в финале прибавлялись к тому, что было заработано в предыдущих раундах: итого, таким образом, вышедшие в финал спортсмены должны были сделать по 90 выстрелов. Теоретически можно было набрать до 900 баллов. Победитель определялся по сумме результатов в квалификации, полуфинале и финале[6].

С 1948 по 1988 годы в качестве мишеней использовались силуэты. Соревнования 1992 года стали первыми, на которых стали использоваться мишени круглой формы. С 1960 года для определения начали оценивать не итоговое количество попаданий, а точность произведённых выстрелов.

## Расписание
Приводится местное время.
| Дата                  | Время | Раунд                                  |
| --------------------- | ----- | -------------------------------------- |
| Среда, 29 июля 1992   | 9:00  | Квалификация: сессия 1                 |
| Четверг, 30 июля 1992 | 9:00  | Квалификация: сессия 2 Полуфинал Финал |

## Квалификационный этап
| Место | Спортсмен            | Страна               | Раунд 1 | Раунд 2 | Итого | Результат                                      |
| ----- | -------------------- | -------------------- | ------- | ------- | ----- | ---------------------------------------------- |
| 1     | Ральф Шуман          | Германия             | 299     | 295     | 594   | Квалифицировался, установил олимпийский рекорд |
| 2     | Адам Качмарек        | Польша               | 295     | 296     | 591   | Квалифицировался                               |
| 3     | Кшиштоф Кухарчик     | Польша               | 293     | 297     | 590   | Квалифицировался                               |
| 4     | Владимир Вохмянин    | Объединённая команда | 295     | 295     | 590   | Квалифицировался                               |
| 5     | Афанасий Кузьмин     | Латвия               | 297     | 293     | 590   | Квалифицировался                               |
| 6     | Джон Макнелли        | США                  | 293     | 294     | 587   | Квалифицировался                               |
| 7     | Бернардо Товар       | Колумбия             | 294     | 293     | 587   | Квалифицировался                               |
| 8     | Мирослав Игнатюк     | Объединённая команда | 292     | 294     | 586   | Квалифицировался                               |
| 9     | Роджер Мар           | США                  | 293     | 293     | 586   |                                                |
| 10    | Петри Этеляниеми     | Финляндия            | 292     | 293     | 585   |                                                |
| 11    | Мэн Ган              | Китай                | 292     | 293     | 585   |                                                |
| 11    | Пьерлуиджи Уссорио   | Италия               | 291     | 294     | 585   |                                                |
| 13    | Юлиан Райча          | Румыния              | 290     | 294     | 584   |                                                |
| 13    | Йиндржих Скупа       | Чехословакия         | 293     | 291     | 584   |                                                |
| 15    | Рене Остхольд        | Германия             | 289     | 294     | 583   |                                                |
| 16    | Кристиан Кезель      | Франция              | 291     | 291     | 582   |                                                |
| 16    | Антон Кюхлер         | Швейцария            | 293     | 289     | 582   |                                                |
| 16    | Ханс-Рудольф Шнайдер | Швейцария            | 290     | 292     | 582   |                                                |
| 16    | Хуан Сеги Пикорнелл  | Испания              | 289     | 293     | 582   |                                                |
| 20    | Ким Бон Чхоль        | КНДР                 | 292     | 289     | 581   |                                                |
| 20    | Эмил Милев           | Болгария             | 291     | 290     | 581   |                                                |
| 22    | Кацумаса Ониси       | Япония               | 291     | 288     | 579   |                                                |
| 22    | Лайош Палинкаш       | Венгрия              | 284     | 295     | 579   |                                                |
| 24    | Иван Димитров        | Болгария             | 290     | 287     | 577   |                                                |
| 25    | Димитриос Балтас     | Греция               | 286     | 289     | 575   |                                                |
| 26    | Патрик Мюррей        | Австралия            | 290     | 284     | 574   |                                                |
| 27    | Нгуен Куок Кыонг     | Вьетнам              | 288     | 285     | 573   |                                                |
| 28    | Эдриан Бретон        | Великобритания       | 290     | 281     | 571   |                                                |
| 28    | Шандор Качко         | Венгрия              | 290     | 281     | 571   |                                                |
| 30    | Кристо Робо          | Албания              | 279     | 286     | 565   |                                                |

## Полуфинал
| Место | Спортсмен         | Страна               | Квалификация | Полуфинал | Полуфинал | Полуфинал | Полуфинал | Полуфинал | Итого | Результат        |
| Место | Спортсмен         | Страна               | Квалификация | Серия 1   | Серия 2   | Серия 3   | Серия 4   | Всего     | Итого | Результат        |
| ----- | ----------------- | -------------------- | ------------ | --------- | --------- | --------- | --------- | --------- | ----- | ---------------- |
| 1     | Ральф Шуман       | Германия             | 594          | 49        | 49        | 49        | 48        | 195       | 789   | Квалифицировался |
| 2     | Владимир Вохмянин | Объединённая команда | 590          | 49        | 49        | 49        | 49        | 196       | 786   | Квалифицировался |
| 3     | Афанасий Кузьмин  | Латвия               | 590          | 48        | 49        | 50        | 48        | 195       | 785   | Квалифицировался |
| 4     | Кшиштоф Кухарчик  | Польша               | 590          | 47        | 47        | 49        | 50        | 193       | 783   | Квалифицировался |
| 5     | Джон Макнелли     | США                  | 587          | 50        | 48        | 49        | 47        | 194       | 781   |                  |
| 6     | Мирослав Игнатюк  | Объединённая команда | 586          | 48        | 50        | 47        | 48        | 193       | 779   |                  |
| 7     | Адам Качмарек     | Польша               | 591          | 48        | 45        | 48        | 46        | 187       | 778   |                  |
| 8     | Бернардо Товар    | Колумбия             | 587          | 47        | 48        | 46        | 48        | 189       | 776   |                  |

## Финал
| Место | Спортсмен         | Страна               | Квалификация | Полуфинал   | Перед финалом | Финал | Итого |     |    |     |
| ----- | ----------------- | -------------------- | ------------ | ----------- | ------------- | ----- | ----- | --- | -- | --- |
| Место | Спортсмен         | Страна               | 1            | Ральф Шуман | Германия      | 594   | 195   | 789 | 96 | 885 |
| 2     | Афанасий Кузьмин  | Латвия               | 590          | 195         | 785           | 97    | 882   |     |    |     |
| 3     | Владимир Вохмянин | Объединённая команда | 590          | 196         | 786           | 96    | 882   |     |    |     |
| 4     | Кшиштоф Кухарчик  | Польша               | 590          | 193         | 783           | 97    | 880   |     |    |     |

## Итоги
Хотя двое участников финала выбили 96 очков, а двое других — 97, именно за счёт более успешных выступлений в предыдущих раундах Ральф Шуман одержал уверенную победу, завоевав своё первое олимпийское золото при новом формате соревнований. Афанасий Кузьмин и Владимир Вохмянин сравнялись по очкам, однако выбивший 97 баллов Кузьмин завоевал серебряную медаль, а Вохмянин стал бронзовым призёром, лишив Кшиштофа Кухарчика медали.
Исходя из изменений правил турнира (в том числе и в виде новых мишеней), в ходе Игр ожидалось утверждение новых олимпийских рекордов в квалификации: до изменения правил в 1988 году рекордом квалификации являлись 598 очков, которые набрал Афанасий Кузьмин. По новым правилам Шуман установил новый рекорд в квалификации в виде 594 набранных очков.